# はまなすの花が咲いたら
『はまなすの花が咲いたら』（はまなすのはながさいたら）は、TBS系列の毎週火曜日21:00 - 21:55の枠で、1981年（昭和56年）11月10日から1982年（昭和57年）4月20日まで放映されていたテレビドラマ。全24話。

## 概要・内容
ヒロイン・こま子は、東京・上野で柔道場と接骨院を経営していた福山武光と結婚し暮らしていたが、武光とは1年前に死別。その後、柔道場は義弟の権が、接骨院は副院長の竹林守平が運営を引き継いだが、こま子は引き続き姑の千巻に仕え、福山家を支え続けていた。しかしそんなこま子に義姉たちは冷たく、千巻の喜寿の祝いの日も料理作りに大忙しのこま子を誰も助けようとしないどころか、その料理にケチをつけるほど。そんな中、こま子の父親・佐太郎が「お手伝い代わりのように働かされるようなら、福山家から引き取らせる」と言い出して、更にこま子に再婚話を持ち掛けるが…。
こま子の生き方を通して、女性の幸せ、自立などについて問いかけ、描いていったドラマ。 

## キャスト
- 福山こま子：池内淳子
- 福山千巻（姑）：北林谷栄
- 福山権（義弟）：小野寺昭
- ミツル：星野知子
- 福山チエミ：真行寺君枝
- 福山ヒロ子：木の葉のこ
- 梅子（こま子の義姉・長女）：新村礼子
- 若葉（こま子の義姉・次女）：野村昭子
- すみれ（こま子の義姉・三女）：稲野和子
- 井田佐太郎（こま子の父）：金子信雄
- 井田霞（こま子の末妹）：神崎愛
- 井田深雪（こま子の姉）：佐々木すみ江
- 大方源吾：高橋悦史
- 竹林守平：中野誠也
- 竹林三平：新田純一
- 金沢しず（武と幸子の母）：市原悦子
- 金沢武：川名浩介
- 金沢幸子：志賀美佳
- 木藤：西山浩司
- 百代：浦辺粂子
- 中山：菅原謙次
- 嘉代：横山道代
- トシ子：根岸季衣
- 片山敏明：菅野忠彦
- 片山力也（敏明の息子）：おりも政夫
- 片山松生（敏明の息子）：ひかる一平
- 芳村くら：由紀さおり
- 須賀：蟹江敬三
- 須賀の手下の三人組：コント赤信号（渡辺正行、石井章雄、小宮孝泰）
- 若原瞳、武知杜代子、寺田路恵、川辺久造、賀田裕子、清水久美子、松田真知子、五十嵐五十鈴、たしろ芙子、大村一郎、木場剛、本庄和子、ベティ・フォード、鈴鹿景子、林弘造、車邦秀、真木仁、天笠ひろ美、西村菜保、広瀬康幸、神谷和夫、酒井郷博、山口連司、高原駿雄、千うらら、広森信吾、青柳文太郎、横尾三郎、阿部渡、加賀山伸、向田弓子、永井加代子、渡辺小百合、竹内靖、三ツ木清隆、金子勝美、沢柳廸子、林昭夫、磯村千花子、逸見慶子、高橋千夏、荒瀬寛樹、峯田智代、中島元、稲川善一、篠田薫、山川弘乃、岡田和子、北島京子、山崎満、加賀谷純一、久保晶、伊藤正博、芦沢孝子、須永慶、野村信次、松澤重雄、下坂泰雄、村中弘通、川崎輝雄、森井清次、菅原純、長江俊介、木村翠、江本博也、中村武己、加世幸市、おやま克博、佐藤百起、森康子、恩田恵美子、星野浩美、山元恵子、森田順平、深町稜子、永井玄哉、鮎川久美、勝田久、大矢兼臣、和泉喜和子、加地健太郎、島田彰、水橋和夫、山崎猛、村野仁美、小池幸次、川千恵子、本山可久子、須藤安通

## スタッフ
- 脚本：水木洋子（全話担当）
- 演出：脇田時三、淡野健
- 音楽：樋口康雄
- 技術：東通
- 編集・協力：東通ビデオセンター事業部
- 製作：テレパック、TBS
（[2]）

## 主題歌・挿入歌
- 主題歌「はまなすの花が咲いたら」（八代亜紀）
- 挿入歌「黒い髪」（八代亜紀）
  - 作詞：岡本おさみ／作曲・編曲：樋口康雄）

## サブタイトル
| 各話   | 放送日         | サブタイトル             | 演出     |
| ------ | -------------- | ------------------------ | -------- |
| 第1話  | 1981年11月10日 | （サブタイトル無し）     | 脇田時三 |
| 第2話  | 1981年11月17日 | （〃）                   | 脇田時三 |
| 第3話  | 1981年11月24日 | （〃）                   | 脇田時三 |
| 第4話  | 1981年12月1日  | （〃）                   | 脇田時三 |
| 第5話  | 1981年12月8日  | （〃）                   | 脇田時三 |
| 第6話  | 1981年12月15日 | 妻として女として         | 脇田時三 |
| 第7話  | 1981年12月22日 | 思わぬ珍客               | 淡野健   |
| 第8話  | 1981年12月29日 | 女王蜂と働き蜂           | 淡野健   |
| 第9話  | 1982年1月5日   | もう一人の妻             | 脇田時三 |
| 第10話 | 1982年1月12日  | こま子の旅立ち           | 脇田時三 |
| 第11話 | 1982年1月19日  | 春の淡雪                 | 脇田時三 |
| 第12話 | 1982年1月26日  | 本日開店                 | 淡野健   |
| 第13話 | 1982年2月2日   | こま子さんは大忙し       | 脇田時三 |
| 第14話 | 1982年2月9日   | 石狩の浜で聴いた愛の告白 | 脇田時三 |
| 第15話 | 1982年2月16日  | こま子に迫る黒い影       | 脇田時三 |
| 第16話 | 1982年2月23日  | ある朝突然の小さな訪問者 | 脇田時三 |
| 第17話 | 1982年3月2日   | 困ったお父さん           | 脇田時三 |
| 第18話 | 1982年3月9日   | 子供たちの家出           | 脇田時三 |
| 第19話 | 1982年3月16日  | 実母の出現               | 脇田時三 |
| 第20話 | 1982年3月23日  | 子供達との別れ           | 脇田時三 |
| 第21話 | 1982年3月30日  | さよなら幸っちゃん       | 淡野健   |
| 第22話 | 1982年4月6日   | こま子の縁談             | 淡野健   |
| 第23話 | 1982年4月13日  | 旅立ちの朝               | 脇田時三 |
| 第24話 | 1982年4月20日  | 頑張れこま子             | 脇田時三 |